# Johann Bresgen
Johann Bresgen (* 1. Juni 1884 in Essen; † 26. März 1974 in Grevenbroich) war ein deutscher Kommunalpolitiker und ehrenamtlicher Landrat (CDU).

## Leben und Beruf
Nach dem Schulbesuch absolvierte Bresgen eine kaufmännische Ausbildung und war danach von 1908 bis 1974 in Wevelinghoven als Kaufmann tätig. Er war verheiratet und hatte ein Kind.
Dem Kreistag des Landkreises Grevenbroich gehörte er vom 3. Juli 1946 bis zum 12. April 1961 an. Vom 15. November 1956 bis zum 12. April 1961 war er Landrat des Landkreises Grevenbroich. Dem Stadtrat der Stadt Wevelinghoven gehörte er von 1923 bis 1924 und von 1946 bis 1956 an. Von 1954 bis 1956 war er Bürgermeister. Außerdem war Bresgen in zahlreichen Gremien des Landkreistages NRW vertreten.